# مونیکا (فیلم ۲۰۲۲)
مونیکا (انگلیسی: Monica) یک فیلم درام آمریکایی-ایتالیایی محصول ۲۰۲۲ به کارگردانی آندرا پالائورو بر پایهٔ فیلمنامه‌ای از پالائورو و اورلاندو تیرادو است. در این فیلم تریس لیست، پاتریشا کلارکسون، امیلی براونینگ و آدریانا بارازا به ایفای نقش پرداخته‌اند.
این فیلم نخستین نمایش جهانی خود را در هفتاد و نهمین دوره جشنواره بین‌المللی فیلم ونیز در ۳ سپتامبر ۲۰۲۲ انجام داد.

## طرح داستان
زنی برای مراقبت از مادر در حال مرگش به خانه بازمی‌گردد.

## بازیگران
- تریس لیست در نقش مونیکا
- پاتریشا کلارکسون در نقش اوژنیا
- امیلی براونینگ
- آدریانا بارازا
- جاشوا کلوز در نقش پل

## تولید
در سپتامبر ۲۰۲۰ پاتریشا کلارکسون، تریس لیست، آنا پاکوین و آدریانا بارازا به بازیگران این فیلم پیوستند و آندرا پالائورو از روی فیلمنامه‌ای که او همراه با اورلاندو تیرادو نوشته‌بود، کارگردانی را برعهده گرفت. امیلی براونینگ در ژوئن ۲۰۲۱ به بازیگران فیلم پیوست و جایگزین پاکوین شد که به دلیل اختلافات برنامه‌ریزی از پروژه خارج شد.
تصویربرداری اصلی در ژانویه ۲۰۲۱ آغاز شد.

## بازخورد
در وبگاه جمع‌آوری نقد راتن تومیتوز، ٪۸۸ از ۸ بررسی منتقدان مثبت است و میانگینِ امتیاز آن ۷٫۵/۱۰ است. این فیلم در متاکریتیک که از میانگین وزنی استفاده می‌کند، بر اساس نظر ۶ منتقدین امتیاز ۶۵ از ۱۰۰ را کسب کرده که نشان‌گر «نقدهای عموماً مطلوب» است.